# Église Saint-Martin de Moings
L'église Saint-Martin est une église de style roman saintongeais située à Moings en Saintonge, dans le département français de la Charente-Maritime en région Nouvelle-Aquitaine.

## Historique
L'église Saint-Martin fut construite en style roman au XIIe siècle.

## Protection
L'église Saint-Martin fait l'objet d'un classement au titre des monuments historiques depuis le 17 août 1945.